# Muscle court fléchisseur de l'hallux
Le muscle court fléchisseur de l'hallux (Musculus flexor hallucis brevis) ou muscle court fléchisseur du gros orteil est un muscle du membre inférieur situé dans la loge plantaire du pied.

## Description
Le muscle court fléchisseur de l'hallux est un muscle intrinsèque du pied. Il unit les os cuboïde et cunéiforme latéral à la phalange proximale de l'hallux.
Il est constitué de deux chefs : un chef médial et un chef latéral.

## Origine
Le muscle court fléchisseur de l'hallux se fixe sur la face inférieure de l'os cuboïde et de l'os cunéiforme latéral, et sur le tendon terminal du muscle tibial postérieur.

## Trajet
Le muscle court fléchisseur de l'hallux se dirige en avant et en dedans, se séparant rapidement en deux chefs médial et latéral.

## Terminaison
Le chef médial fusionne avec le tendon du muscle abducteur de l'hallux pour s’insérer sur le sésamoïde médial de la phalange proximale de l'hallux et sur le bord médial de cette dernière. 
Le chef latéral fusionne avec le tendon du chef oblique du muscle adducteur de l'hallux pour s’insérer sur le sésamoïde latéral de la phalange proximale de l'hallux et sur le bord latéral de cette dernière. 

## Innervation
Le chef médial de muscle court fléchisseur de l'hallux est innervé par le nerf plantaire médial et le chef latéral par la branche profonde du nerf plantaire latéral.

## Vascularisation
Le muscle court fléchisseur de l'hallux est vascularisé par des collatérales des artères plantaires.

## Anatomie fonctionnelle
Le muscle court fléchisseur de l'hallux est fléchisseur de l'hallux.

## Galerie

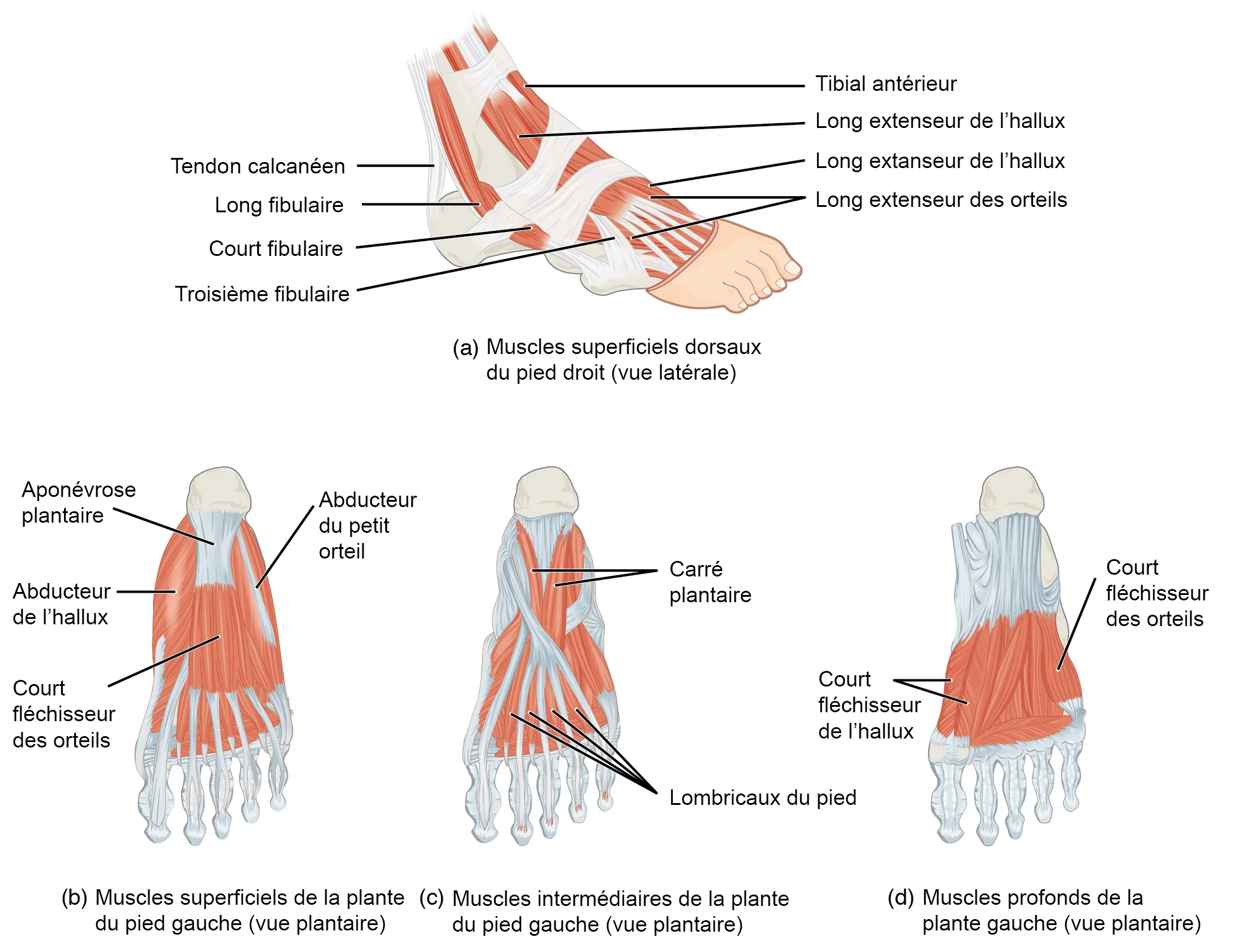
Muscle du pied
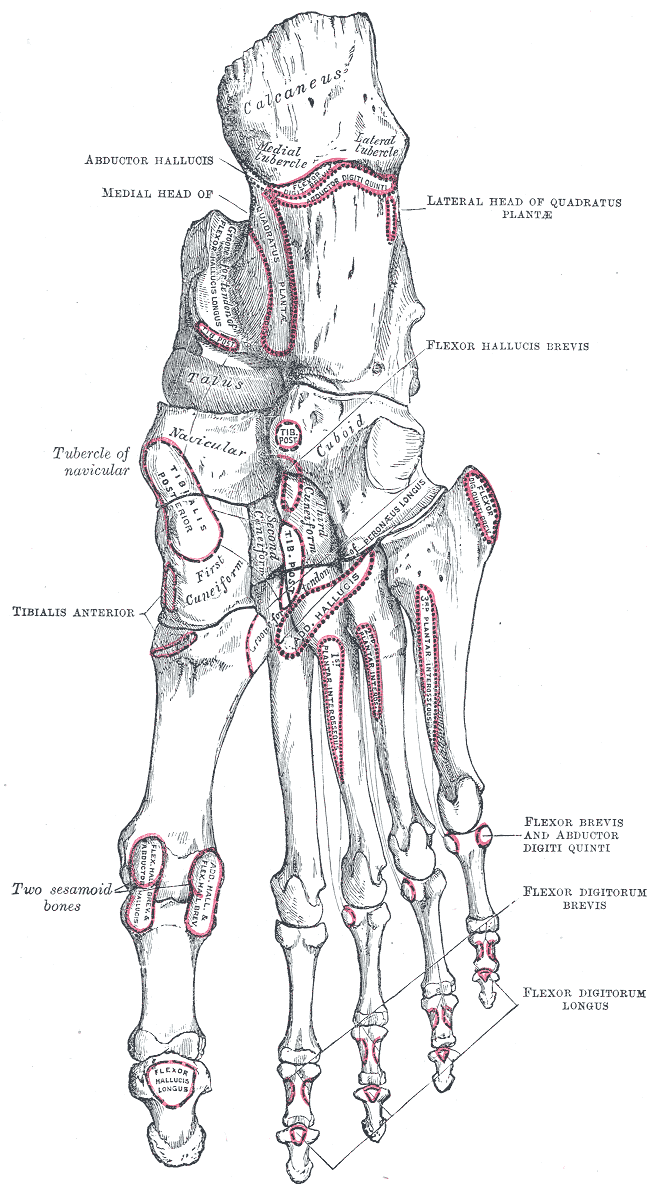
Vue plantaire des os du pied droit
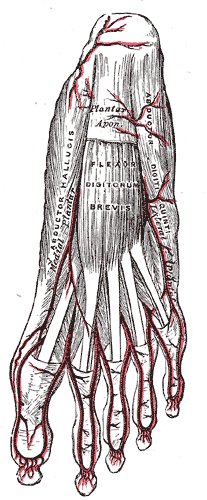
Vascularisation de la face plantaire du pied droit.
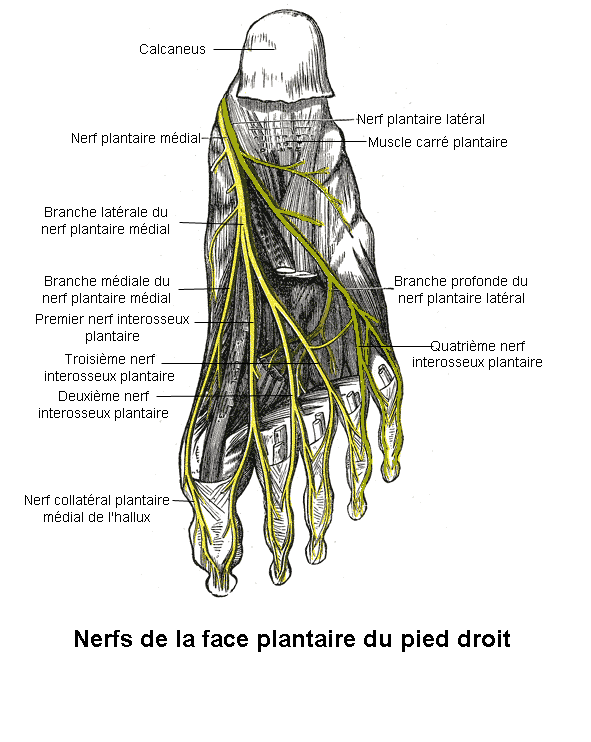
Nerfs de la face plantaire du pied droit